# Temple-Laguyon
 Temple-Laguyon  (en occitano Lo Temple de Laguion) es una población y comuna francesa, situada en la región de Aquitania, departamento de Dordoña, en el distrito de Périgueux y cantón de Hautefort.

## Demografía
| 64 | 58 | 54 | 52 | 47 | 43 |
| Para los censos de 1962 a 1999 la población legal corresponde a la población sin duplicidades (Fuente: INSEE [Consultar]) |    |    |    |    |    |